# Tresor del Carambolo
El Tresor del Carambolo és un conjunt de diverses peces d'or i ceràmica, d'origen tartessi, trobades al turó de El Carambolo, al municipi de Camas, a tres quilòmetres a l'oest de Sevilla.

## La troballa
A tres quilòmetres a l'oest de Sevilla, uns petits turons, anomenats carambolos, s'alcen prop d'un centenar de metres sobre les aigües del Guadalquivir. En un d'aquests turons, al terme municipal de Camas, s'hi localitza la Real Sociedad de Tiro de Pichón de Sevilla. Aquesta entitat va adquirir el terreny el 1940 per construir-hi les seves instal·lacions, i va voler ampliar-les amb motiu d'un torneig internacional. En fer-se un rebaix del terreny de tan sols 15 cm, el 30 de setembre del 1958, uns obrers van desenterrar un braçalet d'or. Com que en faltava un tros, van continuar excavant fins que va aparèixer un recipient de ceràmica ple de moltes altres peces de llautó o de coure, però no hi van donar gaire valor, de manera que s'ho van repartir entre tots. Un dels obrers, pensant que així demostrava que les peces trobades no eren d'or, en va doblegar una repetidament, un pectoral en forma de pell de brau fins que es va trencar. Però finalment, el seny i la por de tenir problemes posteriors van fer que els obrers lliuressin la totalitat de les peces trobades.
La llegenda que hi havia un tresor en aquell lloc venia de molt antic, però tan sols era una llegenda, que llavors justament deixava de ser-ho.
La directiva del Tiro de Pichón, amb bon criteri, va buscar la intervenció de l'arqueòleg i catedràtic Juan de Mata Carriazo y Arroquia. El professor Carriazo va examinar minuciosament el tresor i va presentar l'informe corresponent. Una de les seves frases resumeix, no sense emoció, la importància de la troballa: 
"El tresor està format per 21 peces d'or de 24 quirats, amb un pes total de 2.950 grams. Joies profusament decorades, amb un art fastuós, alhora delicat i bàrbar, amb una molt notable unitat d'estil i un estat de conservació satisfactori, llevat d'algunes violències esdevingudes en el moment de la troballa".
El professor Carriazo va establir que aquestes peces pertanyien, fixant un marge d'error molt ampli, a un període comprès entre els segles VIII i III abans de Crist, tot afegint:
"Un tresor digne d'Argantoni", llegendari rei de Tartessos".
Hi ha opinions diverses sobre si tots aquests ornaments d'or correspondrien a una sola persona (potser un home) en ocasions molt solemnes, o bé a alguna estàtua ritual, possiblement un toro.

## Característiques tècniques
Una de les joies més destacades, que presenta una decoració floral força diferent de la resta del tresor, consisteix en una cadena doble amb tanca decorada, de la qual pengen set dels vuit segells giratoris originals.
Aquests segells, que originàriament podrien haver servit per marcar propietats, segellar contractes o acreditar un control administratiu, es classifiquen com a corresponents a l'època tartèssia orientalitzant i es creu que podrien haver perdut la funció original com a segells i haver-se convertit posteriorment en simples joies de lluïment personal.

## Reproduccions
Reproduccions d'aquest valuosíssim tresor, exquisit treball d'orfebreria, poden veure's al Museu Arqueològic i a l'Ajuntament de Sevilla, mentre que l'original es troba gelosament guardat a la caixa forta d'un banc. Diverses tècniques foren emprades en l'execució: fosa a la cera perduda, laminat, encunyat i soldatge. Alguns elements, per les concavitats que presenten, degueren portar incrustacions de turquesa (pedra semipreciosa) o bé de vidre.
Quan exercia el càrrec de comissari de l'Expo 92 de Sevilla, Jesús Aguirre, espòs de la duquessa d'Alba, va encarregar a un prestigiós joier de Madrid, conegut seu, una reproducció exacta i també en or del tresor, per exposar-la sense risc. El temor d'alguns destacats membres de l'Ajuntament de Sevilla que les peces originals poguessin ser substituïdes per la còpia, va provocar un enfrontament verbal amb el duc consort, que va desembocar en el cessament del seu càrrec de comissari.

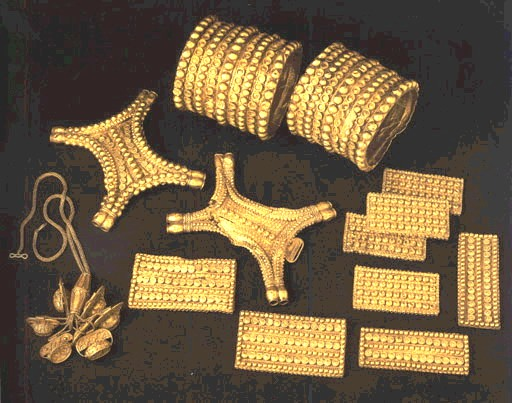
Rèplica del conjunt del tresor del Carambolo.
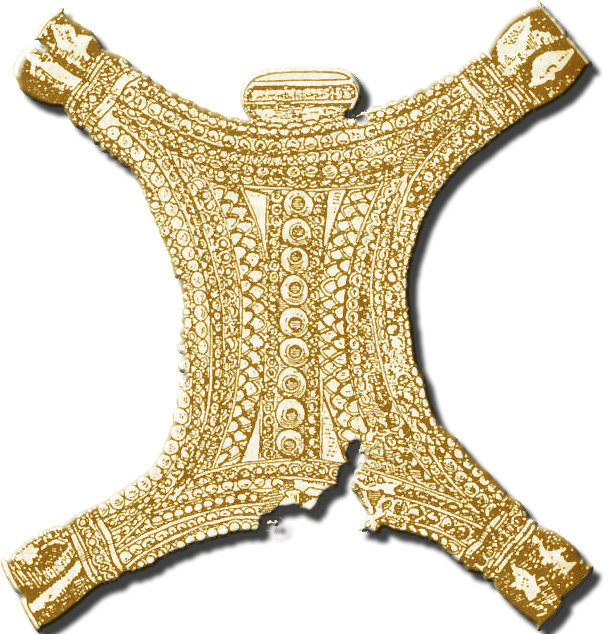
Pectoral.
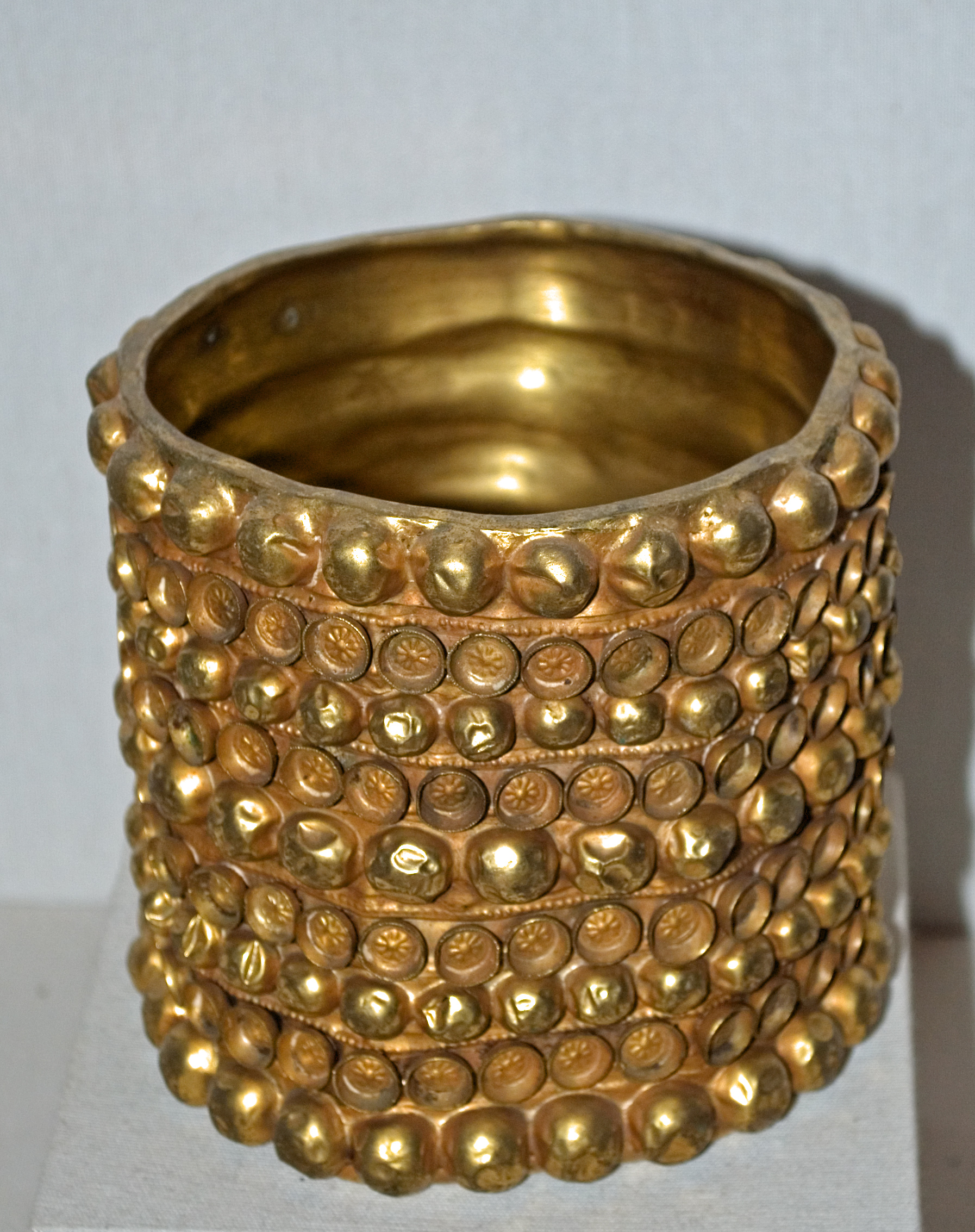
Polsera.
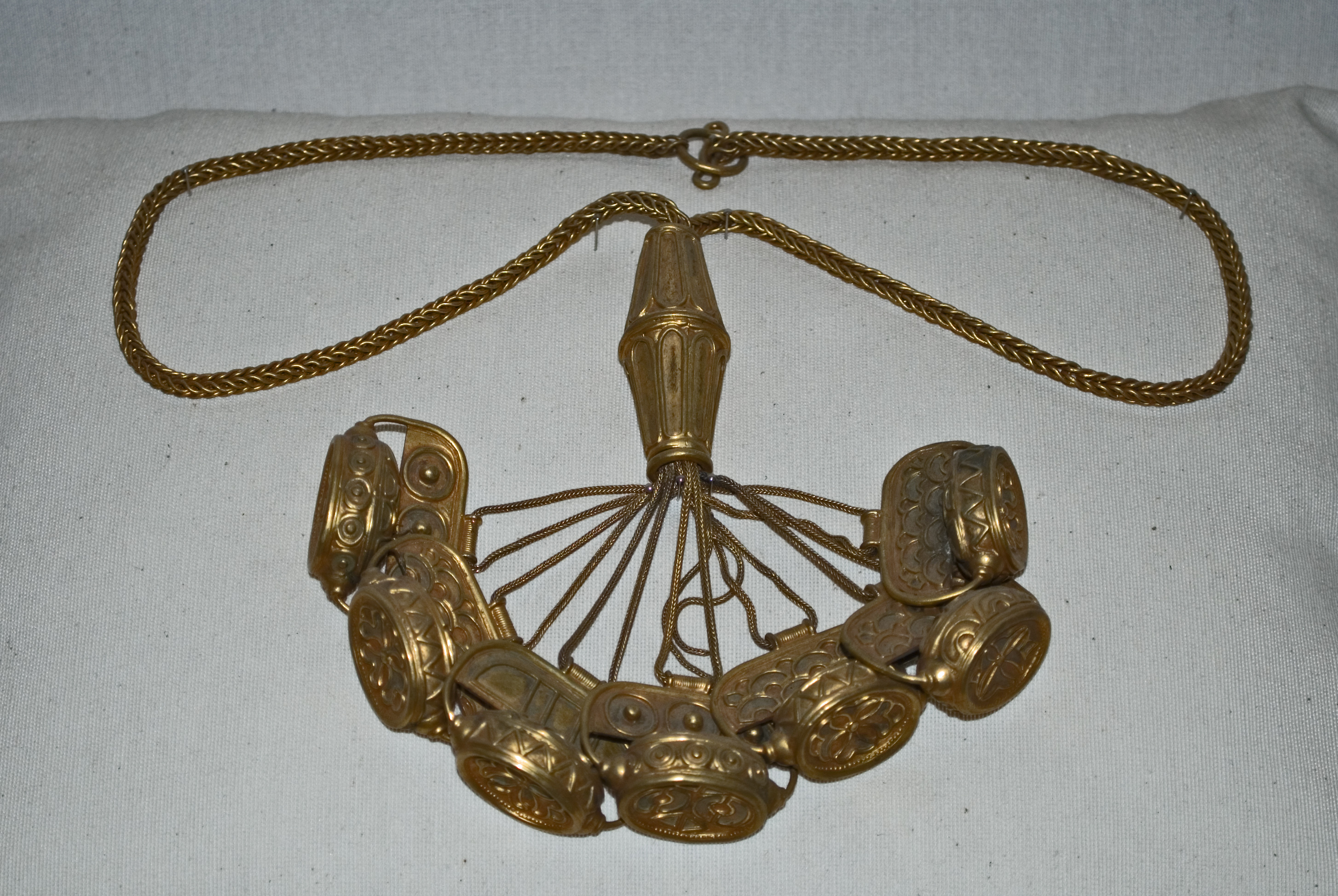
Collaret.